# Julia Fox
Pour les articles homonymes, voir Fox.
Julia Fox, née le 2 février 1990 à Milan, est une actrice et mannequin italo-américaine. Elle est connue pour son rôle dans le film Uncut Gems sorti en 2019 qui lui a valu d’être sélectionnée pour le prix Breakthrough Performer (en) à la cérémonie des Gotham de 2019.

## Biographie
Julia Fox naît à Milan d’une mère italienne et d’un père américain. Elle vit une enfance pauvre mais heureuse[réf. nécessaire]. À six ans, elle déménage avec son père à New York. L’année de ses 14 ans, elle retourne deux ans en Italie mais se heurte aux différences culturelles entre les deux pays.

### Mannequinat, art, et création
Julia Fox commence sa carrière en tant que créatrice de vêtements[Quand ?]. Accompagnée de son amie Briana Andalore, elle créée Franziska Fox, une marque de tricot de luxe pour femme qui fut un succès,.
En 2015, elle pose pour le magazine Playboy. Elle est exposée en tant que peintre et photographe la même année. Elle autopublie deux livres de photographie, le premier Symptomatic of a Relationship Gone Sour: Heartburn/Nausea en 2015 et le second PTSD en 2016,.
En 2017, Fox monte une exposition nommée R.I.P Julia Fox dans laquelle sont exposées six toiles réalisées avec son propre sang.
Elle apparaît dans plusieurs campagnes publicitaires, en particulier pour les marques Diesel, Coach et Supreme. Elle collabore avec différents magazines tels que CR Fashion Book, The Last, Office, Wonderland, Vogue, Vogue Italia, The Face, Paper, V et Interview et pose pour la couverture de Vogue Czechoslovakia.

### Cinéma
En 2019, Fox joue pour la première fois un rôle principal dans le film Uncut Gems des frères Safdie, dans lequel elle incarne une vendeuse amante d’un vendeur de bijoux imprévisible, ayant une addiction au jeu, rôle interprété par Adam Sandler. Elle rencontre les frères Safdie une dizaine d’années plus tôt, après être tombée par hasard sur Joshua Safdie dans un café du quartier de SoHo à Manhattan. Le rôle lui vaut d'être sélectionnée pour un Breakthrough Actor Award à la cérémonie des Gotham Awards de 2019.
Fox écrit et dirige le court métrage Fantasy Girl qui met en scène un groupe d’adolescentes s’adonnant à la prostitution, sorti en 2021.
Elle joue une camgirl nommée Scarlet dans PVT Chat, un film de Ben Hozie, sorti en 2021. Elle fait une apparition dans le film No Sudden Move sorti aux États-Unis en 2021.

## Vie privée
En novembre 2018, Fox épouse le pilote d’avion Peter Artemiev. Un fils naît de cette union le 17 janvier 2021.
Un an après la naissance de son fils, en janvier 2022, Fox confirme dans un article qu’elle écrit pour le Magazine Interview, qu’elle entretient une relation de couple avec le rappeur Kanye West. Ils se séparent un mois plus tard.
Début juillet 2024, elle fait son coming out.

## Filmographie

### Courts métrages
- 2018 : The Great American Mud Wrestle : la mariée
- 2020 : Paradise : Elle

### Films
- 2019 : Uncut Gems : Julia De Fiore
- 2020 : PVT Chat (en) : Scarlet
- 2021 : No Sudden Move : Vanessa Capelli
- 2022 : Puppet : Julia
- 2023 : The Trainer
- 2024 : Presence de Steven Soderbergh : Cece
- 2025 : Him de Justin Tipping

### Séries télévisées
- 2020 : Acting for a Cause (en) : Titania / Hippolyta (épisode A Midsummer Night's Dream)

### Clips de musique
- 2019 : JACKBOYS de JackBoys
- 2020 : Nothing Good de Goody Grace (en), G-Eazy et Juicy J
- 2024 : 360 de Charli XCX

## Récompenses et nominations
| Année | Œuvre      | Prix                                  | Catégorie                | Résultat |
| ----- | ---------- | ------------------------------------- | ------------------------ | -------- |
| 2019  | Uncut Gems | Chicago Film Critics Association      | Most Promising Performer | Nommée   |
| 2019  | Uncut Gems | Georgia Film Critics Association (en) | Breakthrough Award       | Nommée   |
| 2019  | Uncut Gems | Gotham Awards                         | Breakthrough Actor       | Nommée   |
| 2019  | Uncut Gems | Toronto Film Critics Association      | Best Supporting Actress  | Nommée   |